# Ованес Драсханакертци
Оване́с Драсханакертци́, Ованес V или VI, Иоанн VI Католикос, (арм. Հովհաննես Դրասխանակերտցի; 845—850 — 929) — армянский католикос (898—929), историк и писатель

.

## Биография
Родился в местечке Драсханакерт провинции Айрарат между 845—850 годами. Основное образование получил в Севанаванке у католикоса Маштоца I Егивардеци, который был также его родственником. На патриарший престол Армении взошёл приблизительно в 897 году и оставался католикосом около 30 лет. До этого был «епископом двора» то есть вторым после католикоса духовным лицом в стране. Деятельность Драсханакертци развернулась в период сложных политических отношений. Во время нашествия арабов на Армению арабский правитель Юсуф взял католикоса Драсханакертци под стражу, а затем забрал с собой в поход, в надежде, что присутствие католикоса ослабит сопротивление армян. Драсханакертци бежал в Грузию, позднее вернулся и поселился в Тароне. Из-за непрекращающихся нашествий арабов был вынужден обратиться за помощью к Византии, после чего вместе с царем Ашотом II был приглашен в Константинополь. Вместо этого он отправился из Тарона в Дерджан, затем скрылся в Мании. Через год он вновь возвратился в Двин. Дальнейшие биографические данные довольно скудны. Ускользнув от арабского наместника Несра, уединился вначале в крепости Геха, затем на острове Севан, откуда перебрался в Бюракан, рассчитывая снова обосноваться в Двине. После очередной арабской атаки был вынужден переехать в Багаран. По просьбе царя Гагика Арцруни он отправился в Васпуракан, решив вернуться в патриаршую резиденцию в Двин. Однако город уже был захвачен арабским востиканом Несром.
Точная дата смерти неизвестна, умер около 929 году. Согласно традиции был похоронен в провинции Васпуракан или на острове Ахтамар.

## Труды
Ованес Драсханакертци известен, главным образом, как историк. Сохранилась два труда Драсханакертци: небольшой список армянских католикосов, — «Порядок армянских католикосов» с краткими биографическими заметками о каждом из них. Главный его труд «История Армении» — один из наиболее ценных трудов армянской историографии.

### «История Армении»

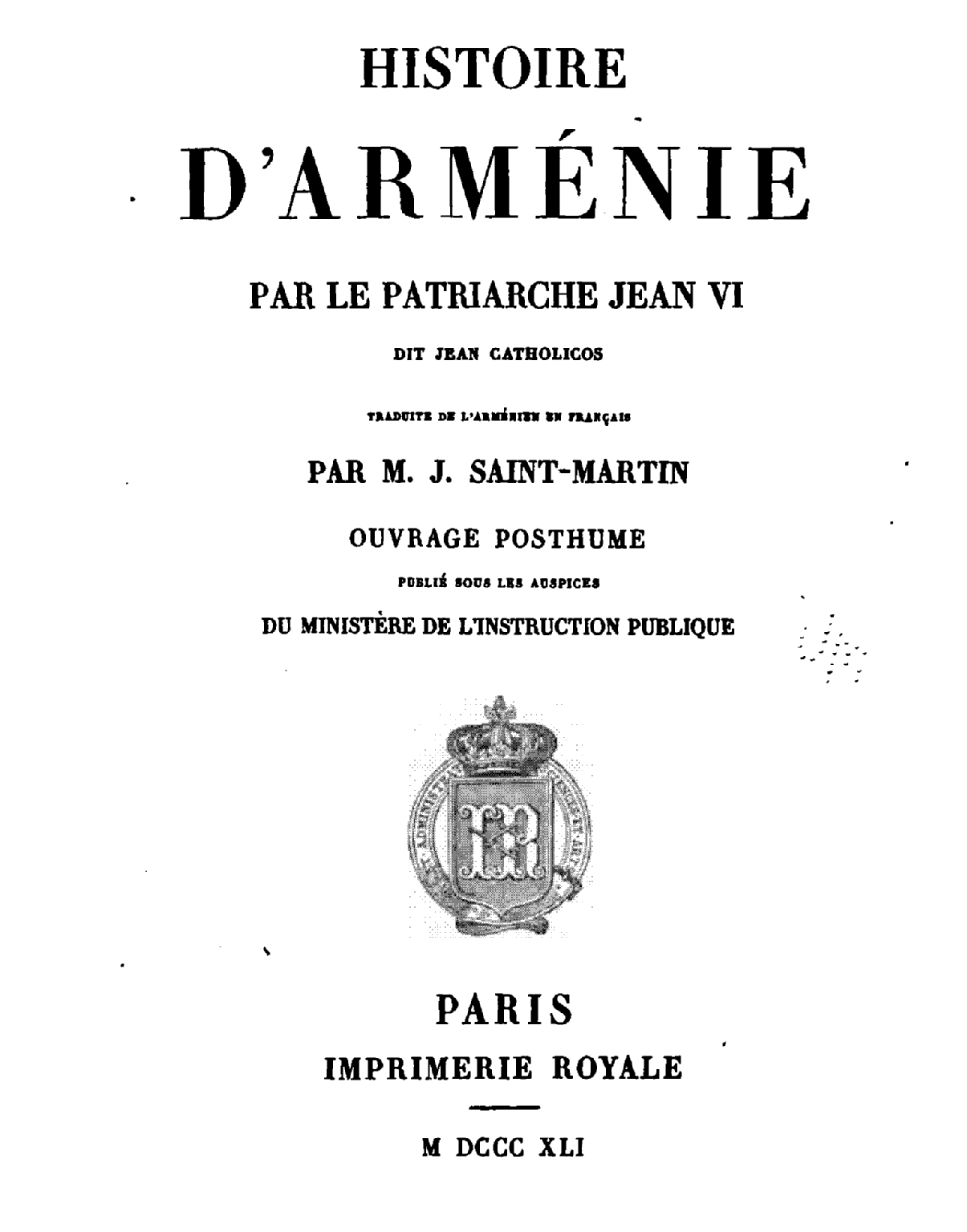
Обложка издания французского перевода Ж. Сен-Мартеном, Париж, 1841 год

Написанная им «История Армении» охватывает период с древнейших времен до 924 года, когда опустошительные набеги арабов достигли крайних пределов, а князья Багратуни основали в области Ширак независимую династию, столицей которой вскоре стал город Ани. Труд имеет краткое предисловие, в котором автор в программном порядке знакомит читателя с содержанием книги. Предположительно труд написан по просьбе Ашота II и Гагика Арцруни.
«История» Драсханакертци традиционно разделяется на две части: первая включает в себя период от всемирного потопа до конца IX века, вторая посвящена событиям первой четверти X столетия. Если первая часть книги написана на основе трудов предыдущих армянских историков (Корюн, Егише и др.), то вторая часть имеет исключительно познавательную ценность, так как написана на основании непосредственных впечатлении и анализа автора — очевидца и участника событий. Именно этот труд содержит первое наиболее полное и подробное описание истории Армении начала X века. «История» Драсханакертци является важным первоисточником для изучения истории отношений арабов с Арменией, для истории Ирана а также всего Закавказья — Грузии и Албании. «История» содержит ценные данные о социально-экономической жизни, географических и топографических условиях, имеет богатый фактологический материал.
Как апологет Багратидов, Ованес Драсханакертци являлся сторонником сильной централизованной власти.
Первое печатное издание труда Драсханакертци осуществлено в 1841 году в переводе на французский язык. В том же году впервые была издана на древнеармянском в Иерусалиме. «История» переведена также на грузинский язык и издана в 1965 году Е. Цагарейшвили с параллельным критическим древнеармянским текстом. Перевод на русский язык выполнен в 1984 г. Маргаритой Дарбинян-Меликян.

## Переводы на русский язык
- Сведения о преемстве патриархов Армении // Извлечения из армянских историков Самуэла Анеци. — Вагаршапат, 1893. — С. 272—277.
- Ованес Драсханакертци. История Армении / Перевод с древнеармянского М. О. Дарбинян-Меликян. — Ереван: АН АрмССР, 1984.